# 順懿密太妃
順懿密太妃 (17世纪—1744年），王氏，江蘇蘇州東城长洲人。知县 （一說為蘇州織戶）王國正之女，織造機戶王壽官之妹，康熙帝之妃。

## 早期生平
康熙五年至康熙十三年之間出生，其父為蘇州東城的一名機戶，王氏幼時德行兼優，後來被帶到京城，長成後入宮（大祭祭文稱其「侍皇祖者四十年」，而乾隆帝稱其「侍奉皇祖三十餘年」，「三十餘年」應為較準確的數字），得到康熙帝寵幸，「寵冠三宮」，王氏經常思念她在蘇州的父母，但是音信難通，就算康熙二十八年第二次南巡時曾查訪王氏家人的下落，仍然不能成功找到王氏的親人。
康熙三十二年 (1693年) 十一月二十八日，生皇十五子愉恪郡王胤禑。康熙三十四年 (1695年) 六月十八日，生皇十六子莊恪亲王胤禄。
康熙三十八年第三次南巡時，王氏請旨隨行陪侍，兼訪失散已二十年的父母，三月十四日，康熙帝一行人抵達蘇州，暫居蘇州織造府，三月十五日，王氏啟請康熙帝幫助她尋親，康熙帝特召江苏巡抚宋荦查訪，三月十六日，相關官員查到姑蘇城東獅林巷內的織造機戶王壽官是王氏的胞兄，其父母仍健在，於是迎請王氏夫婦和王壽官至館教習禮節，並隨即安排轎馬接載他們到織造府。王氏命內侍傳旨詢問昔年家務事，王氏夫婦逐個應答內侍所問的問題，並由內侍負責將王氏夫婦的答案告訴王氏。王母被帶領拜見王氏，賜坐、賜茶， 兩人互相問候和安慰，悲喜交集。王氏所生的皇子說：「阿媽，此何人也？與之坐焉。」王氏說： 「你是我所生，我是他所生。」皇子點頭淺笑，將手中的一具寶玩遞給王母。之後王氏引領母親拜見皇太后，並將之前發生的事情奏聞皇太后，皇太后對王母說：「你好生得好女孩兒。」王氏對皇太后說：「今沒甚物與之，欲將衣賜能否？」皇太后答應賞賜衣物給王母。王氏又說：「與之簪能否？」皇太后答應賜簪給王母。皇太后又賜金和緞給王母，王母向皇太后謝恩。隨賜宴，賜王父百金，王母衣四襲。王氏別有所贈，着長洲縣，每年給銀養膳。三月二十二日，康熙帝乘馬，而皇太后則乘轎同行，王氏等三宮亦隨從，前往天竺降香，各官相隨護駕。康熙帝看到路上沒有人，感到奇怪，說他在康熙二十八年來杭時，百姓擁道拜迎，今日為何如此清肅。侍臣說：「想有宮眷娘娘在此，故不敢出耳」。四月初五日午時，康熙帝欲參觀機房，便同王氏等三宮恭請皇太后出行宮，到對門的機房觀看織機。五月十二日，康熙帝乘馬，攜同皇太后、王氏等三宮及阿哥等位前往報恩寺降香。
康熙四十年四月初八日，生皇十八子胤祄。康熙四十七年（1708年）九月初四日，隨聖祖到塞外巡视的胤祄在永安拜昂阿患上腮腺炎而病死。
康熙四十八年正月，王氏晉為嬪級，但是未被正式冊封，僅被稱為王嬪，同年七月初二日，王嬪之母黃氏忽然患上痢疾，經過醫治後仍然沒有好轉，於七月十四日午時病故，享年七十歲，七月十六日，蘇州織造李煦將此事向康熙帝呈奏，康熙帝朱批：「知道了。家書留下了，隨便再叫知道罷」。

## 後期生平
康熙五十七年（1718年）四月，康熙帝告诉礼部要册封后宫中六位年龄在四十至六十岁，生育皇子，虽称妃嫔、尚未受封的嫔御为妃嫔 ，「十五阿哥允禑、十六阿哥允祿之母王氏」被封為嬪；十二月辛未，王氏与博尔吉锦氏、和嫔等人受封，是為密嬪。密嬪封號的滿文寫作「kimcikū」，有「謹慎的」、「詳察的」、「冷靜的」等意。
雍正元年正月初二日，雍正帝奉皇太后懿旨：「爾兄弟之母當加意相待」，雍正帝想起康熙帝患病時，自己曾與允祹和允祿一同向康熙帝請安，康熙帝叫允祹和允祿至御榻前，對他們說：「朕此番抱病，爾二人之母晝夜侍奉，衣不解帶，為日甚多，殊屬勞苦。爾等日後須盡孝道」，故而雍正帝將密嬪晉封為妃。雍正二年（1724年）六月，晉为密妃，居寧壽宮。
乾隆帝登位後，尊封密妃为皇祖顺懿密太妃。康熙帝生前有諭旨，在他駕崩後，皇子們可將年長的母妃迎回家中居住。因此，雍正十三年九月，莊親王允祿、果親王允禮曾向剛登極的乾隆帝奏請，想將各自的母妃迎回邸第奉養，但是乾隆帝認為兩位太妃向來在寧壽宮居住，正是自己秉承雍正帝的遺志，恭敬地奉養兩位太妃的時候，而且乾隆帝也認為二王是因為寧壽宮為太后鈕祜祿氏應居的住處而提出這個請求，心甚不安，奏聞太后後，太后也認為將兩位太妃迎回邸第奉養之事必不可行，故而乾隆帝最終不允許二王的請求。同年十二月，乾隆帝經過多次思考後，認為二王想奉養母親、晨昏定省是人之常情。若不允許二王的請求，二王就不能盡心行孝，但是若允許二王的請求，乾隆帝就不能盡奉養兩位太妃的義務，於是允許每年「歲時伏臘」、「令節壽辰」時，莊親王、果親王，以及其他王、貝勒可以將貴為太妃、太嬪的生母迎回府第奉養，她們每年可以有數月時間在兒子的府第裏居住，其餘時間則住在宮中，這使各王等人的孝養之心與乾隆帝的敬奉之意庶可兩全。
乾隆九年十月十八日午時，寧壽宮順懿密太妃薨逝，享年七十餘岁；十月十九日戌時，太妃金棺入殮，妃宮內眾姑娘、太監、媽媽裏成服和剪髮辮；和碩莊親王及王福晉、愉恪郡王福晉成服、剪髮辮。愉恪郡王、王弟和王妹亦成服；十月二十一日戊宸寅時宜殮，十月二十九日舉行頭七禮祭，誦讀祭文致祭。乾隆十一年五月十五日舉行大七禮祭，誦讀祭文致祭，供奉祭祀等禮儀俱照成妃戴佳氏之例辦理。